# Petropedetes
A Petropedetes a kétéltűek (Amphibia) osztályába, a békák (Anura) rendjébe és a Petropedetidae családba tartozó nem.

## Elterjedése
A nembe tartozó fajok Sierra Leonéban, Elefántcsontparton, Nigériában, Kamerunban, Gabon déli részén és Kongói Köztársaság vele határos területein, Tanzánia, Kenya és valószínűleg Uganda hegyes vidékein honosak.

## Rendszerezésük
A Petropedetes nem korábban az Arthroleptides nembe sorolta fajokat is tartalmazta. A nembe az alábbi fajok tartoznak:
- Petropedetes cameronensis Reichenow, 1874
- Petropedetes euskircheni Barej, Rödel, Gonwouo, Pauwels, Böhme & Schmitz, 2010
- Petropedetes johnstoni (Boulenger, 1888)
- Petropedetes juliawurstnerae Barej, Rödel, Gonwouo, Pauwels, Böhme & Schmitz, 2010
- Petropedetes newtonii Reichenow, 1874
- Petropedetes palmipes Boulenger, 1905
- Petropedetes parkeri Amiet, 1983
- Petropedetes perreti Amiet, 1973
- Petropedetes vulpiae Barej, Rödel, Gonwouo, Pauwels, Böhme & Schmitz, 2010